# Interstício
O interstício é um  oficioso órgão integrante do tecido conjuntivo descrito como um espaço preenchido de líquido entre a pele e os demais órgãos, músculos e o sistema circulatório. Pode ser importante para a explicação de metástase do câncer, o edema, a fibrose e o funcionamento de órgãos e tecidos humanos, de acordo a descoberta feita pela Universidade de Nova York, pode ser classificado como um novo órgão do corpo humano, e não mais uma estrutura da pele, caso esta hipótese seja real, é um dos maiores órgãos humanos, abrigando cerca de um quinto de todo o fluido do sistema.
O fluido presente neste espaço é denominado fluido intersticial, que é composto por líquido extracelular e sua solução. O compartimento intersticial é composto por tecido conjuntivo e tecidos de suporte dentro do corpo – denominado matriz extracelular – que encontram-se no sangue, vasos linfáticos e no parênquima dos órgãos. Em 2018, um subcompartimento microscópico do interstício, com uma profundidade de cerca de 70 micrômetros e preenchido de linfa, foi reportado como drenando os linfonodos, e foi suportado estruturalmente por uma rede de colágeno.

## Morfologia
O interstício é constituído pelos colágenos do tipo I, III, e V,  elastina e glicosaminoglicano, tal como ácido hialurônico e proteoglicanos que estão agrupados na forma de favos como um retículo. Tais componentes estruturais estão presentes tanto no interstício tanto no resto do corpo e dentro de órgãos individuais, como o coração e o rim.

## Funções
O fluido intersticial é um sistema de transporte e reserva de nutrientes e soluções entre os órgãos, células e vasos capilares, para a sinalização celular entre células e para a participação dos antígenos e das citocinas na regulação imunológica. A composição e as propriedades químicas do fluido intersticial varia entre os órgãos e passa por mudanças na sua composição química durante o funcionamento normal, bem como durante o crescimento corporal, condições de inflamações e no desenvolvimento de doenças, bem como em condição de insuficiência cardíaca e doença renal crônica.
O volume total do fluido intersticial durante condições de saúde é de cerca de 20% do peso corporal, mas esse espaço é dinâmico e sua composição e volume pode variar durante respostas imunes e condições como o câncer, especificamente dentro do interstício do tumor A quantidade de fluido intersticial varia cerca de 50% do peso do tecido na pele e 10% no músculo esquelético.